# Adriana Iliescu
 (novembre 2023).
Si vous disposez d'ouvrages ou d'articles de référence ou si vous connaissez des sites web de qualité traitant du thème abordé ici, merci de compléter l'article en donnant les références utiles à sa vérifiabilité et en les liant à la section « Notes et références ».
Pour les articles homonymes, voir Iliescu.
Adriana Iliescu, née le 31 mai 1938 à Craiova, est une philologue, critique littéraire et écrivaine roumaine. Elle est également connue pour avoir battu, en 2005, le record de la femme la plus âgée à accoucher.

## Biographie
Elle est la fille de Aurélian Iliescu, juriste réputé.
Professeure agrégée de philologie roumaine jusqu'en 2004 dans diverses universités, dont l'université Hyperion de Bucarest, elle organise depuis 1960 des conférences et publie de nombreuses études académiques. Elle est également critique littéraire, spécialisée dans le genre du réalisme moderne et publie articles dans plusieurs revues littéraires (Convorbiri literare, Ramuri, Roumanie literara, Tribuna, etc.). Parallèlement à ses activités de recherche, elle écrit plusieurs romans pour enfants.
Adriana Iliescu gagne l'attention des médias du monde entier en 2005, à l'âge de 66 ans, quand elle devient mère d'une fille, Eliza Maria, faisant son entrée dans le Livre Guinness des records ;  aucune femme n'avait accouché à un âge aussi avancé. Eliza Maria, née le 15 janvier 2005 dans un hôpital de Bucarest, est la fille biologique d'Adriana Iliescu, qui a subi des traitements hormonaux pour mener à terme sa grossesse. À la naissance, Eliza Maria pèse un peu plus d'un kilogramme. 
Adriana Iliescu, dont le record est dépassé en 2006 par Maria del Carmen Bousada de Lara, vit avec sa fille à Bucarest.

## Œuvres principales

### Philologie
- Literatorul. Studiu monografic, Bucarest, 1968
- Revistele literare de la sfîrsitul secolului al XlX-lea, Bucarest, 1972
- Realismul in literatura romana in secolul al XIX- lea, Bucarest, 1975
- Proza realista in secolul al XlX-lea, Bucarest, 1978

### Romans
- Domnisoara cu miozotis, 1970
- Orasul, 1978